# Франко Сольдано
Франко Сольдано (ісп. Franco Soldano, нар. 14 вересня 1994, Кордова) — аргентинський футболіст, нападник клубу «Бока Хуніорс».
Виступав на батьківщині за клуби «Уніон» (Сунчалес) та «Уніон» (Санта-Фе).

## Ігрова кар'єра
Народився 14 вересня 1994 року в місті Кордова. Вихованець футбольної школи «Уньйон Сункалес».
У дорослому футболі дебютував 2013 року виступами за головну команду того ж клубу, в якій провів один сезон, взявши участь у 26 матчах чемпіонату. Молодий нападник був основною ударною силою команди, маючи середню результативність на рівні 0,73 голу за гру першості, чим привернув увагу представників провідним аргентинських клубів.
Найбільш предметним був інтерес з боку тренерського штабу клубу «Уніон» (Санта-Фе), до складу якого Сольдано приєднався 2014 року. Відіграв за команду із Санта-Фе наступні п'ять сезонів своєї ігрової кар'єри.
Влітку 2018 міг перейти до київського «Динамо», але від  футболіста відмовився головний тренер команди клубу Олександр Хацкевич. Утім Сольдано залишився в «Уніоні» і після закриття трансферного вікна почав часто забивати.

### «Олімпіакос»
До складу грецького «Олімпіакоса» приєднався 3 січня 2019 року. За Сольдано греки заплатили 750 тисяч євро. Контракт з новим клубом розрахований на 4,5 роки.
2020 року був орендований в «Боку Хуніорс».